# Подлесье (Ивано-Франковский район)
Подлесье (укр. Підлісся) — село в Загвоздянской сельской общине Ивано-Франковского района Ивано-Франковской области Украины.
Население по переписи 2001 года составляло 2368 человек. Занимает площадь 13,59 км². Почтовый индекс — 77451. Телефонный код — 03436.